# Osvobozhdenie
Osvobozhdenie é um filme soviético de 1970, do gênero drama de guerra, dirigido por Yuri Ozerov e dividido em cinco partes. 
Foi selecionado como representante da União Soviética à edição do Oscar 1971, organizada pela Academia de Artes e Ciências Cinematográficas.